# Amancio Ortega
Amancio Ortega Gaona (ur. 28 marca 1936 w Busdongo de Arbás, w León) – hiszpański przedsiębiorca, założyciel firmy Zara. Według magazynu „Forbes” jest drugim pod względem zamożności Europejczykiem, a szóstym na liście najbogatszych ludzi świata (w 2018); ma majątek szacowany na 70 mld USD.
Jego ojciec był kolejarzem. Ortega ożenił się z Rosalią Merą, z którą ma córkę Sandrę i syna Marcosa. Obecnie jego żoną jest Flora Perez Marcote, z którą ma córkę Martę. W wieku 12 lat rozpoczął pracę w La Maja – małym sklepie odzieżowym. W 1974 otworzył swój pierwszy sklep "ZARA", tworząc podwaliny pod międzynarodową sieć sklepów tej marki.